# El manso asado
El Manso Asado es una película chilena protagonizada por Ernesto Belloni (Che Copete) quién interpreta a un banquetero "experto en asados" y es contratado para una postura de argollas en un exclusivo barrio, la que convierte en un verdadero desastre.

## Argumento
Doña Cicciolina quiere organizar un gran asado para la postura de argollas de su hija, para eso busca en el diario a un chef experto que pueda ayudar y encuentra el anuncio de Che Copete Banquete, una empresa "experta" en asados. Che Copete, el parrillero, llega luego de varias complicaciones con su moto a la refinada fiesta en la cual estaba por un lado estaba la familia cartucha del novio y la otra más ordinaria de la novia. Desde un principio se nota la "calidad" del chef, al que se le quema la comida, se pasa de copas y es irrespetuoso con los invitados, lo que provoca el enojo de su patrona y múltiples escándalos durante la fiesta. Intervienen Fito Guzmán, un amigo del colegio de Jorgito que ahora es punk, y Camelio, el mozo sordo, mudo y homosexual, que junto a Che Copete convierten la fiesta en un verdadero desmán que termina de la peor manera.

## Reparto
- Ernesto Belloni como Che Copete.
- Sergio Urrutia como Giuseppe, el padre de la novia.
- Ana María Binmielli como Doña Cicciolina, la madre de la novia.
- Alberto Rodríguez como el padre de Jorgito.
- Carmen Olavarría como Jovina, la madre de la novia.
- Jorge Lanza como el Reverendo Padre.
- Ricardo Lazo como Jorgito, el novio.
- María Verónica Salazar como Susanita, la novia.
- Rodrigo Angulo como Fito Guzmán, el amigo de Jorgito.
- José Escobar como Camelio, el garzón.

## Curiosidades
- Aparece Ernesto Belloni R., el hijo de Ernesto Belloni que en ese entonces tenía 1 año, interpretando el papel de Che Copetito, el secretario de Che Copete Banquete.
- Interpreta una canción el imitador chileno de Raphael.

- Datos: Q5825650